# Pat King
Patrick James King (Sault Ste. Marie, Ontario; 1978 o 1979), más conocido como Pat King, es un activista canadiense de extrema derecha y teórico de la conspiración.
Es conocido por protestar contra los mandatos de COVID-19 en su país. Ha liderado el movimiento Wexit que aboga por la secesión de Canadá de Alberta y otras provincias occidentales, dirigió el movimiento United We Roll y actuó como organizador regional del Convoy de la Libertad.
King fue arrestado el 18 de febrero de 2022 en las mencionadas protestas del convoy en Ottawa y enfrenta múltiples cargos. Quedó en libertad bajo fianza el 18 de julio de ese año.

## Activismo
En 2019, King fue organizador del movimiento Wexit que abogó por la secesión de las provincias de las praderas canadienses.
King fue parte de una contraprotesta de derecha a una manifestación antirracista en Red Deer en 2020, donde se destacó por decir: «¡Son patriotas expulsando a Antifa de sus ciudades!». En septiembre de ese año, organizó una segunda contraprotesta en Ponoka y amenazó con violencia contra las protestas antirracistas a las que caracterizó como Antifa.
En octubre de 2021, King difundió un vídeo en el que afirmaba falsamente que el ejército canadiense había establecido una base en la Primera Nación Denesuline de Black Lake y que estaba obligando a las mujeres y los niños a vacunarse contra la COVID-19. El vídeo se volvió viral, lo que provocó presiones sobre la Autoridad Sanitaria de Athabasca y la Federación de Naciones Indígenas Soberanas para que publicaran declaraciones que corrigieran la información errónea.
King fue un organizador regional y uno de los promotores de más alto perfil de la protesta del Convoy de la Libertad en febrero de 2022 en Ottawa. Respondiendo a una pregunta sobre el impacto del ruido en los residentes de la provincia, King expresó diversión. En el período previo a la protesta de Ottawa, el diputado conservador Jeremy Patzer declaró que no tenía ninguna asociación con King después de reunirse con él cuando el convoy de protesta pasaba por Swift Current.

## Arresto
King fue arrestado el 18 de febrero de 2022, durante las protestas del convoy como parte de una operación policial destinada a poner fin pacíficamente a la ocupación; transmitió el arresto a través de su página de Facebook. Fue acusado de travesuras, asesoramiento para cometer travesuras, perjurio, obstrucción de la justicia, asesoramiento para desobedecer una orden judicial y asesoramiento para obstruir a la policía. Estuvo detenido en el centro de detención de Ottawa-Carleton.
A King se le negó la libertad bajo fianza después de que el Juez de Paz determinara que existía una probabilidad sustancial de que King reincidiera dados sus antecedentes penales y el abrumador caso presentado por la Corona. Su abogado había solicitado la libertad bajo fianza debido al riesgo de que King pudiera contraer COVID-19 en la cárcel mientras esperaba el juicio. Esto llevó al juez a abordar la ironía de la situación: «un individuo cuya razón de ser es protestar con vehemencia contra las medidas de salud pública diseñadas para reducir la propagación de COVID, ahora sugeriría que el retraso o la posibilidad de ser infectado en un momento, el centro de detención podría afectar la decisión del tribunal».

### Juicio
El juicio de King estaba inicialmente programado para el 27 de noviembre de 2023. El juez del Tribunal Superior Kevin Phillip rechazó inicialmente una solicitud para trasladar el juicio fuera de Ottawa en abril de 2023. Phillip desestimó esa solicitud en junio después de una La decisión de la Corte Suprema de Canadá, dos días después de su decisión, alteró el estándar por el cual los jueces pueden denegar solicitudes.
En julio de 2023, los tribunales permitieron a King reiniciar el uso de las redes sociales para recaudar fondos para sus costos legales, que habían alcanzado los 170.000 dólares. En noviembre de 2023, la fecha del juicio de King se trasladó a mayo de 2024.

## Puntos de vista
King tiene un historial de teorías de conspiración antimusulmanas, nacionalistas blancas y ultraderechistas. Ha compartido videos en línea que promueven la teoría de la conspiración del genocidio blanco, que incluye decir en las redes sociales «Hay un final: se llama despoblación de la raza caucásica».

### Islam
King acusó al gobierno de Canadá de permitir que los terroristas del Estado Islámico ingresaran a Canadá como refugiados, de «normalizar la pedofilia» y de adoptar una política de inmigración para «despoblar a la raza blanca anglosajona». Ha abogado en contra de un impuesto al carbono, argumentando que pone a los canadienses en desventaja económica.

### COVID-19
King ha dicho que la única manera de poner fin a las medidas de salud pública canadienses contra el COVID-19 puede lograrse «con balas». King también comentó que Justin Trudeau iba a recibir una bala.

### Holocausto
En 2021, afirmó que la cifra de 6 millones de muertos en el Holocausto era exagerada.

## Vida personal
King vive en Innisfail, Alberta, cerca de Red Deer.
King ha afirmado su herencia métis, afiliándose específicamente a la Primera Nación de Garden River y teniendo conexiones familiares con la Primera Nación de Thessalon. El jefe de Garden River, Andy Rickar, ha impugnado esta afirmación, afirmando que King «no tiene ningún vínculo con Garden River». Además, la comunidad métis local sostiene que no cumple con los criterios para ser miembro de la Nación Métis de Ontario.